# Альтерация (музыка)
Альтера́ция (от позднелат. alterare — «изменять») — в гармонии тональных и модальных ладов — хроматическое видоизменение неустойчивой диатонической ступени, обостряющее ладовое тяготение к устойчивой. Знаки музыкальной нотации, указывающие на альтерацию, именуются знаками альтерации.
В мажорно-минорной тональности (иначе «гармонической тональности») сущность альтерации связана с тра́нзитами — хроматическими проходящими от аккордового тона (например, c-e-g→gis) либо вместо него (c-e-gis). Хроматические проходящие и вспомогательные звуки могут внедряться в какие угодно аккорды. Результат такого внедрения называется альтерированным аккордом. Ход от хроматического вводного тона к диатонической форме той же ступени называется дезальтерацией.
Среди аккордов терцовой структуры, порождаемых альтерацией, увеличенное трезвучие (аккорд увеличенной квинты) и аккорд увеличенной сексты. Наиболее часто подвергается альтерации септаккорд.
Аккордовая альтерация — характерная черта расширенной тональности в музыке всех европейских композиторов-романтиков XIX века, особенно Рихарда Вагнера и Ференца Листа. В русской музыке того же времени альтерированные аккорды с секстой систематически использовал П. И. Чайковский («секста Чайковского»). Альтерированные аккорды широко используются в джазе.
Понятие альтерации неприменимо к музыке, в которой нет взаимодействия и взаимозависимости диатоники и хроматики — корреляции, типичной для европейских модальных ладов Средневековья и Возрождения и для гармонической тональности. Например, в древнегреческой музыке каждый отдельный род мелоса независим от другого. В музыке многих композиторов-авангардистов XX века (например, в нововенской школе) также нет корреляции диатоники и хроматики, поэтому теряет смысл и понятие альтерации.

## Другие значения термина
В теории модальной нотации (XIII—XIV века) альтерацией называлось удвоение длительности лонги и бревиса (например, в третьем, четвёртом и пятом ритмических модусах), для того чтобы ритмоформула целиком уложилась в рамки тернарной (трёхдольной) мензуры. Альтерация распространилась и на другие длительности в позднейшей теории мензуральной нотации (XIV—XV века).